# عبد الخالق يغمور
عبد الخالق يغمور (1912-1984) سياسي فلسطيني ولد في مدينة الخليل، درس القانون وحاز على درجة البكالوريوس من جامعة القاهرة عام 1947، بدأ العمل في مجال التعليم لدى عودته الى الوطن، ثم انتقل للعمل كمحامي. نشط يغمور في العمل النضالي مبكراً اذ شارك في الثورة الفلسطينية الكبرى عام 1936م، وأصبح مستشاراً للقائد عبد الحليم الجولاني في الثورة عام 1937. وانخرط في العمل النقابي والتحق بحزب البعث العربي الإشتراكي.
قدَّم يغمور مساهماتٍ في الكتابة القانونية، وصدرت له عدة دراسات في هذا المجال، وشارك في وضع لائحة آداب المهنة وقواعد السلوك لنقابة المحامين الأردنيين عام 1978.

## حياته السياسية
شغل يغمور عدة مناصب سياسية خلال حياته منها:
- عين سكرتيرًا للجنة القومية في الخليل بين عامي (1947-1949).
- ساهم في إنشاء عدة مؤسسات وجمعيات منها: جمعية المناضل الجريح عام 1949، ورابطة الجامعيين في الخليل عام 1953، والإتحاد العام للجمعيات الخيرية في الأردن عام 1959، والجمعية الخيرية الإسلامية عام 1961.
- انتخب كعضو في مجلس النواب الأردني عن لواء الخليل عام 1956، وكان من أبرز نواب المعارضة آنذاك، تم إسقاط عضويته عام 1957، واعتقل على إثر ذلك الى عام 1959.
- انتخب نائبًا لنقيب المحامين الأردنيين بين عامي (1960-1962).
- ترأس بلدية الخليل بين عامي (1962م-1964).

## دوره في منظمة التحرير
شارك يغمور في تأسيس منظمة التحرير الفلسطينية عام 1964، واشترك في صياغة ميثاقها القومي الفلسطيني، وأصبح عضواً في اللجنة التنفيذية للمنظمة في الدورات الأولى والثالثة والرابعة ،وساهم في تأسيس مجلس التخطيط الفلسطيني عام 1968، كان ضمن أعضاء اللجنة التنفيذية الذين اعترضوا على بيروقراطية أحمد الشقيري وتفرده في إتخاذ القرارات وطالبوا باستقالته من رئاسة اللجنة التنفيذية، كما عارض قبول منظمة التحرير الدخول في مسار التسوية، واستقال من عضوية المجلس الوطني الفلسطيني اعتراضًا على ذلك، لعب دور هام في عود العلاقات بين المنظمة والنظام الأردني بعد توترها إثر التغيرات التي حدثت في المنظمة.